# كاليستوس الأول
كاليستوس الأول (باللاتينية: Callixtus I or Callistus I) هو بابا الكنيسة الكاثوليكية السادس عشر بين عامي 217 و222، متزامنًا مع حكم الإمبراطورين الرومانيين ايل جبل وألكسندر سيفيروس. قتله الرومان من أجل إيمانه المسيحي واعتبرته الكنيسة الكاثوليكية قديساً.

## حياته

### قبل البابوية
كان عبدًا معتق، كما وصفه أحد المؤرخين الرومان، كان مسؤولاً عن جمع الأموال لخزينة سيده، وكذلك الصناديق المالية في الكنيسة والمخصصة لرعاية الأرامل والأيتام. هرب من روما لكن تم القبض عليه وأعيد إلى سيّده، وتقول التقاليد أن كاليستوس قد قفز في البحر لتجنب الإمساك به، ولكنه لم يفلح وعاد إلى خدمة سيده. ثم أطلق سراحه بناءً على طلب الدائنين. يقول أحد المؤرخين الوثنين في روما، الذين وضعوا عدة مؤلفات شنعت بالدين المسيحي خلال تلك الفترة، أن كاليستوس قد اعتقل مرة ثانية في كنيس يهودي بعد أن حاول اقتراض أموال من يهود، وأنه أحضر للعمل في سردينيا مع مسيحيين آخرين في زمن الاضطهادات، ومن ثم أطلق سراحه بناءً على توسط أحد رجال الدين الذي كان على علاقة حسنة مع مارسيا عشيقة الإمبراطور، وأرسل من بعدها لفترة نقاهة، كان البابا فيكتور الأول من يقوم على الإنفاق عليه خلالها، وعن طريقه أصبح شماسًا في كنيسة روما، وكذلك الحال في عهد البابا زيفرينوس الذي عينه مسؤولاً عن سراديب الموتى، التي أعيد اكتشافها عام 1849.

### بابويته
انتخب بابا بعد خلفه زيفرينوس، واعتبر من أشهر لاهوتي عصره، قال عنه عدد من مؤرخي الكنيسة القدماء، أنه شرّع للأساقفة المتزوجين العمل، وسمح للنساء الدراسة الدينية، والزواج من خارج الطبقة الاجتماعية التي ينتمي الفرد إليها وهو ما يعتبر انتهاكًا للقانون المدني الروماني، كما أنه سمح للكهنة والشمامسة الزواج من جديد بعد ترمل نسائهم، وسمح أيضًا بوسائل منع الحمل والإجهاض نظرًا لكون المعتقدات السائدة آنذاك بعدم وجود روح في الجنين خلال الأيام الأربعين الأولى من الحمل. ومع هذه القرارات الاجتماعية الحافلة، يعتبر البابا من أهم بابوات القرون المسيحية الثلاث الأولى.
حسب التقاليد المذكورة في سفر أعمال الرسل المنحول، فإن البابا تعرض للاضطهاد وقتل غرقًا برميه في نهر التيبر، ومن ثم استطاع كاهن في روما التقاط الجثة ودفنها، ولما اكتشف الإمبراطور شخصية الكاهن، أمر بقتله و رُمي جثمانه من فوق نهر التيبر. أما البابا فقد نودي به شهيدًا وقديسًا في روما، ودفن في مقبرة على طريق خارج روما، ولدينا رسائل ومراسيم تعود لحقبته، محفوظة في كنيسة سانتا ماريّا المبنية على طراز عهد النهضة.